# Aldehydoxidase
Aldehydoxidase (AOX1) ist ein Enzym in Wirbeltieren, das den Abbau von Aldehyden katalysiert. Außerdem ist bekannt, dass AOX1 Nicotin zu Cotinin oxidiert. AOX1 ist daher wichtig für den Tryptophan-Stoffwechsel und die Biotransformation. Das Enzym ist beim Menschen im Zytosol von Leberzellen lokalisiert, aber auch in Lunge, Skelettmuskeln, Bauchspeicheldrüse und Fettzellen zu finden.
AOX1 ist homolog zur Xanthindehydrogenase, mit der sie früher verwechselt wurde. Mangel an AOX1 ist ein Faktor bei der seltenen Molybdän-Cofaktor-Defizienz. Im Menschen produziert nur eines der AOX-Gene ein funktionsfähiges Enzym, im Gegensatz zu anderen Wirbeltieren.
In Adipozyten ist AOX1 offenbar unabdingbar für die Adipogenese und die Ausschüttung von Adiponektin, wie aus Zellstudien gefolgert wurde. In Hepatozyten wird AOX1 durch Adiponektin herunterreguliert. Da es mit dem ABCA 1-Transporter coexprimiert wird, führt AOX1-Mangel durch ABCA1-Mangel zu reduziertem Lipidexport aus den Zellen.